# Râul Zgârcea
Râul Zgârcea este un curs de apă, afluent al râului Nera. 